# بارون باترسون ماكيون
بارون باترسون ماكيون (بالإنجليزية: Barron Patterson McCune) (و. 1915 – 2008 م)هو ضابط، ومحامي، وقاضي من الولايات المتحدة الأمريكية .
وهو عضو في الحزب الجمهوري .